# Братчиков, Игорь Анатольевич
Игорь Анатольевич Братчиков (30 сентября 1961, Константиновка, Сталинская область, Украинская ССР) — советский и украинский футболист, полузащитник.

## Биография
В 1979 году выступал за дубль донецкого «Шахтёра». Взрослую карьеру начал в 1980 году в киевском СКА, с которым в том же сезоне одержал победу в зональном турнире второй лиги и в финальной пульке. В 1981 году сыграл 44 матча за СКА в первой лиге. В 1982 году вернулся в Донецк, но выступал только за дубль, а затем за фарм клуб «горняков» — «Шахтёр» (Горловка).
В 1984 году перешёл в харьковский «Металлист». В его составе дебютировал в высшей лиге 17 марта 1984 года в матче против ленинградского «Зенита». Всего в составе «Металлиста» сыграл 19 матчей в высшей лиге и по окончании сезона покинул команду.
В дальнейшем выступал в первой и второй лигах чемпионата СССР за «Шахтёр» (Горловка), «Кривбасс», «Металлург» (Запорожье), «Подолье» (Хмельницкий), «Кремень», «Приборист».
После распада СССР выступал за клубы Венгрии («Ракоци» Капошвар) и России (АПК Азов), а также в высшей лиге Латвии за «Видус» и «Пардаугаву». На Украине выступал в основном за команды низших дивизионов. В высшей лиге Украины сыграл один матч — 28 ноября 1993 года в составе запорожского «Металлурга» против «Днепра» (0:7).
После окончания игровой карьеры работал селекционером в клубах «Ворскла» и «Металлург» (Запорожье). По состоянию на 2017 год — тренер-консультант клуба «Оплот Донбасса» (ДНР).